# یکشنبه نخل

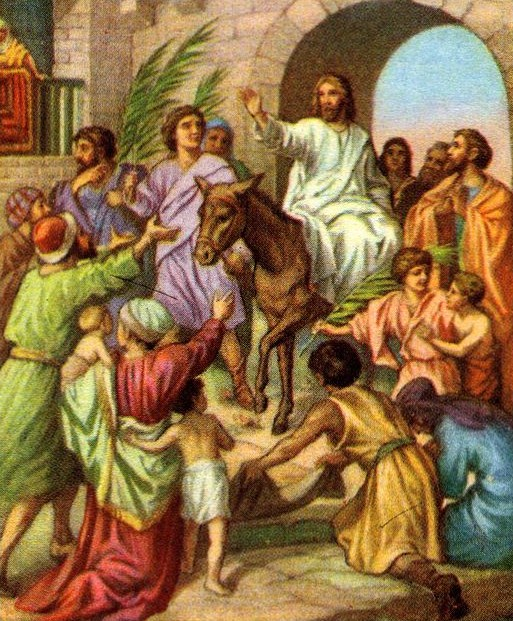
ورود عیسی مسیح به اورشلیم در روز یکشنبه.

یکشنبه نخل یا عید شعانین یا عید سعانین عیدی مسیحی در یکشنبهٔ قبل از عید پاک و شروع هفته مقدس است. این عید، نماد ورود عیسی به اورشلیم، در تمام اناجیل اربعه ذکر شده‌است (مرقس ۱۱:۱–۱۱، متی ۲۱:۱–۱۱، لوقا:۱۹:۲۸–۴۴، یوحنا ۱۲:۱۲–۱۹). علت نام‌گذاری نخل بر آن این است که هنگام ورود عیسی به اورشلیم مردم با شاخه‌های نخل به استقبال وی رفتند.
عیسی در بازگشت پیروزمندانه به اورشلیم در یکشنبه پیش‌از عید پاک، به‌جای اسب که نماد پادشاهان بود، سوار بر الاغ، نماد صلح وارد شهر شد.

## جشن
در بسیاری از کلیساهای مسیحیت این جشن با پر کردن مسیر ورود عیسی به اورشلیم با برگ و شاخه درخت نخل انجام می‌شود.

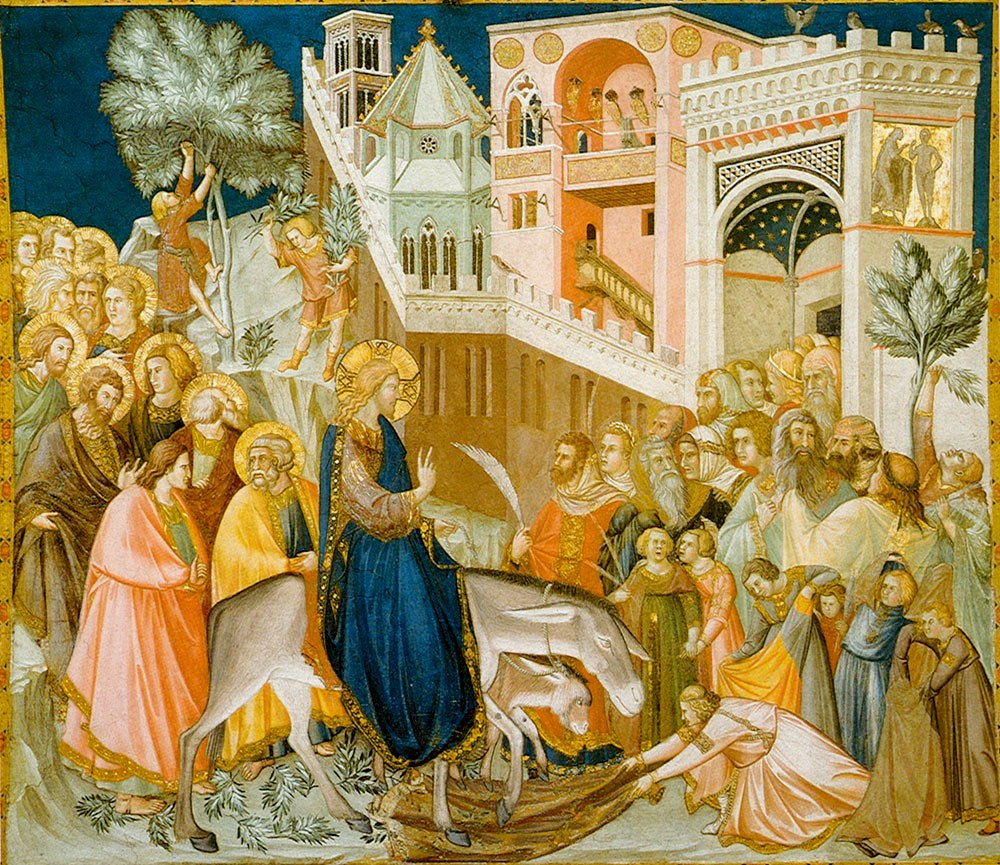
ورود عیسی مسیح به اورشلیم. نقاشی از پیترو لورنزتی، ۱۳۲۰ میلادی